# Irana heterobranchiata
Irana heterobranchiata är en ringmaskart som beskrevs av Elise Wesenberg-Lund 1949. Irana heterobranchiata ingår i släktet Irana och familjen Ampharetidae. Inga underarter finns listade i Catalogue of Life.